# Розсошенці

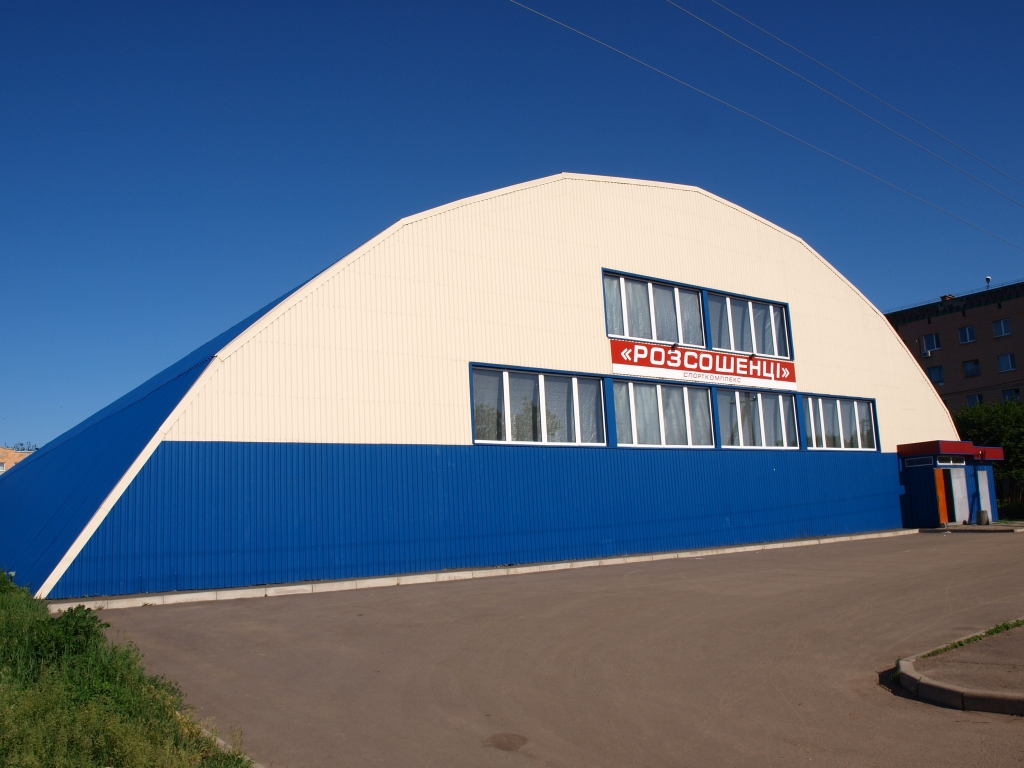
Спорткомплекс «Розсошенці»

Розсо́шенці — село в Україні, у Щербанівській сільській громаді Полтавського району Полтавської області, вважається передмістям Полтави. Належить до Щербанівської сільської ради. Населення становить 9272 особи.

## Географія
Селище розташоване на помірно рівнинній місцевості, з західної частини є пологий підйом біля села Горбанівка. На північному заході від Розсошенців знаходиться невелике штучне водоймище Баронівка. На північному сході від села знаходяться так звані «Міліцейські ставки» — вісім невеликих штучних водоймищ між Розсошенцями та Полтавою.
В селі розташована ботанічна пам'ятка природи — Дуб черешчатий. На південь від Розсошенців в урочищі «Розсошенський ліс» — ботанічний заказник «Розсошенський» (площа 15,6 га, Розсошенське лісництво), а також ботанічна пам'ятка природи — Козацькі дуби.

## Історія
Відомо що у 1786 році Катерина II видала указ у якому було сказано, що село Розсошенці переходить під юрисдикцію урядової колегії економії маєтків духовенства. Цей указ був вирішальним наступом по обмеженню монастирських земельних володінь.
12 червня 2020 року, відповідно до розпорядження Кабінету Міністрів України № 721-р «Про визначення адміністративних центрів та затвердження територій територіальних громад Полтавської області», село увійшло до складу Щербанівської сільської громади.
19 липня 2020 року, в результаті адміністративно - територіальної реформи та ліквідації Полтавського району(1925-2020), село увійшло до складу новоутвореного Полтавського району.

## Населення
Згідно з переписом УРСР 1989 року чисельність наявного населення села становила 6115 осіб, з яких 2961 чоловік та 3154 жінки.
За переписом населення України 2001 року в селі мешкало 6639 осіб.

### Мова
Розподіл населення за рідною мовою за даними перепису 2001 року.
| Мова       | Відсоток |
| ---------- | -------- |
| українська | 92,96 %  |
| російська  | 6,82 %   |
| білоруська | 0,12 %   |
| вірменська | 0,04 %   |

### Уродженці
- Єгунов Євген Ігорович (2002—2022) — лейтенант Збройних Сил України, учасник російсько-української війни, що загинув у ході російського вторгнення в Україну в 2022 році[6].

## Інфраструктура
Майже уся інфраструктура селища пов'язана із міською (наприклад, одна з ліній полтавського тролейбуса виходить за межі міста і йде до села Розсошенці — маршрути 2, 7). Через населений пункт проходить автошлях М22 (E584) Полтава — Кременчук. Також у селі знаходиться центральний офіс Східно-Української Геологорозвідувальної експедиції (СУГРЕ).

## Економіка
- Полтавський завод порошкової металургії

## Вулиці
- вулиця Вишнева
- вулиця Геологічна
- вулиця Героїв 146 батальйону ТрО
- вулиця Григорія Сковороди
- вулиця Грушева
- вулиця Івана Франка
- вулиця Калинова
- вулиця Карпатська
- вулиця Кременчуцька
- вулиця Космічна
- вулиця Котляревського
- вулиця Коцюбинського
- вулиця Михайла Грушевського
- вулиця Незалежності
- вулиця Садова
- вулиця Сергія Параджанова[7]
- вулиця Трояндова
- вулиця Затишна
- вулиця Зоряна
- вулиця Шевченка

## Транспорт
До села курсують тролейбусні маршрути №2 та №7 і автобусні №№ 23, 27, 28, 29, 51, 54, 64

## Спорт

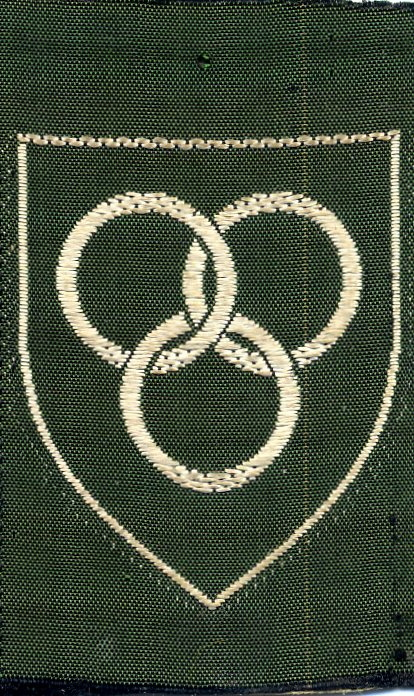
Схема спортивного комплексу у с. Розсошенці

У Розсошенцях знаходиться декілька унікальних спортивних об'єктів. Це насамперед мототрек (збудований у 1970 році) — домашня арена полтавської мотобольної команди «Вимпел» (останнім часом занедбаний), і картодром «Лтава» імені Володимира Черниша (загальна довжина траси — 1050 метрів, спортивний об'єкт на якому відбуваються Чемпіонати України, Кубки України, Національні Серії , Трофеї з картингу, авто і мото спорту).
6 вересня 2007 року було оприлюднене звернення у якому обласна рада вирішила порушити клопотання щодо передачі до спільної власності територіальних громад сіл, селищ, міст Полтавської області цілісного майнового комплексу мототреку в с. Розсошенці. У разі передачі майнового комплексу буде проведена його реконструкція та забезпечено ефективне використання мототреку.